# Deep Water Bay

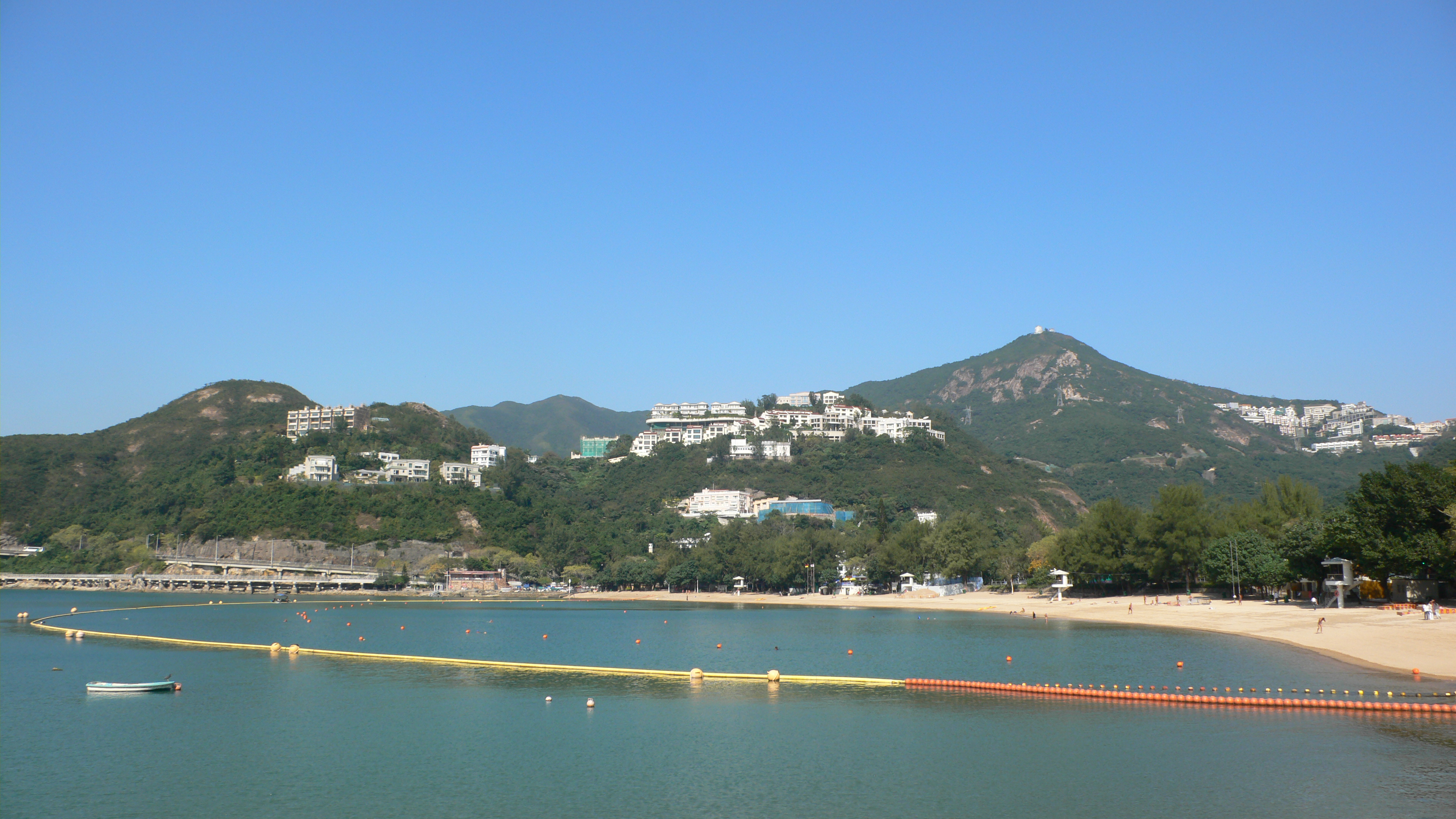
Platja de Deep Water Bay.

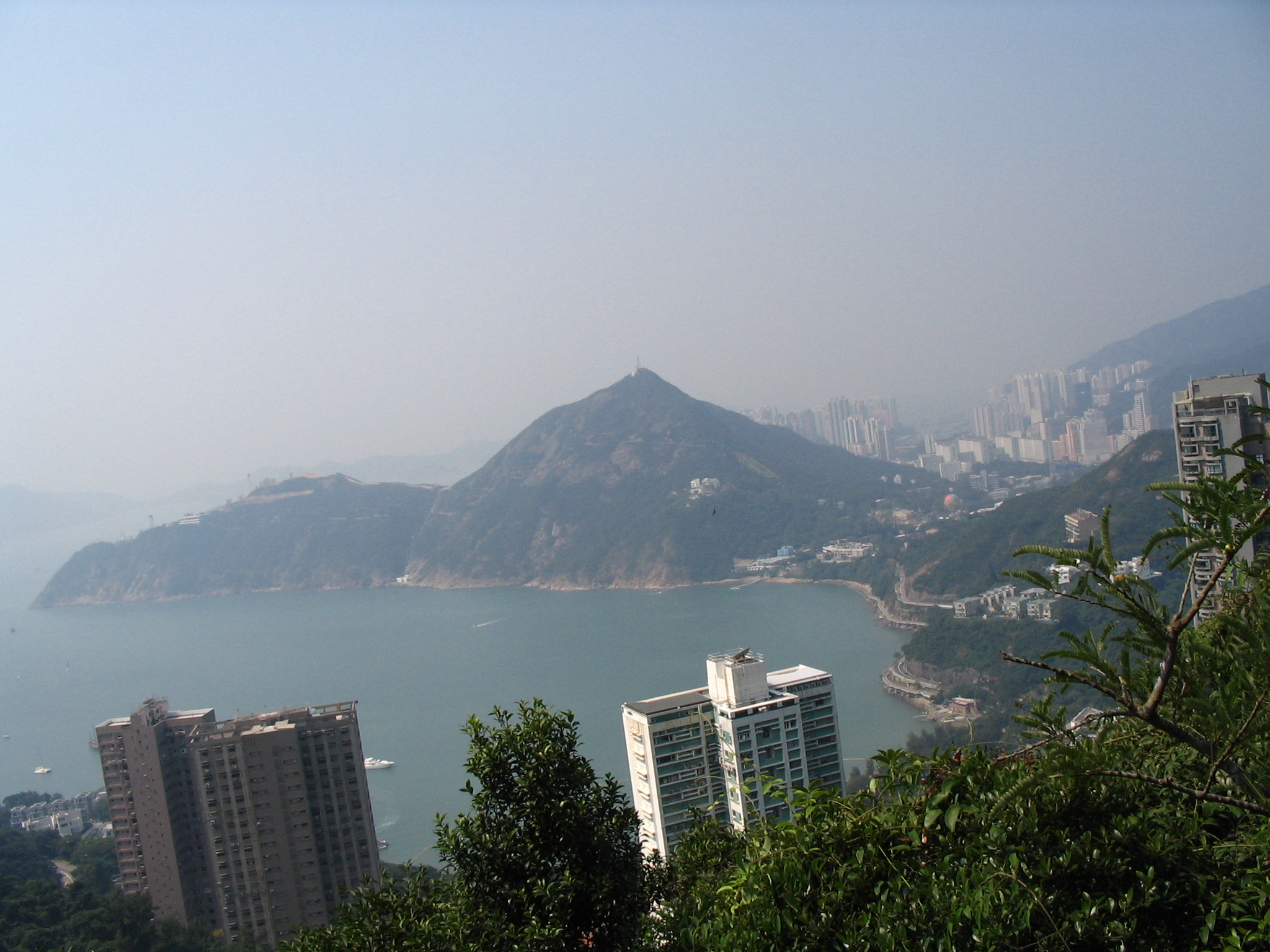
Vista de Brick Hill i Ocean Park a la ribera de Deep Water Bay.

Deep Water Bay ((xinès): 深水灣) és una badia i àrea residencial en la ribera del sud de l'Illa de Hong Kong dins de la regió administrativa especial de Hong Kong. La badia està envoltada per Shouson Hill, Brick Hill, Violet Hill i  Middle Island. Segons Forbes (juliol 2015), hi viuen 19 dels més rics bil·lionaris del món, així que té fama de ser "el barri més ric de la terra".
A sota del turó de Violet Hill hi ha la famosa platja, Deep Water Bay Beach. Es pot accedir a la badia per Island Road, una carretera que connecta Repulse Bay i Wong Chuk Hang..
Deep Water Bay és el punt on toquen terra els cables submarins: SEA-ME-WE 3, TGN-IA i el TVH de telecomunicacions.

## Història
La badia és esmentada en un mapa colonial primerenc de Hong Kong de l'any 1845.

## Deep Water Bay Beach
Menys coneguda pels turistes que l'adjacent Repulse Bay, Deep Water Bay Beach és no obstant això molt popular entre els habitants locals. Seaview Promenade, en el costat de l'est de Deep Water Bay, connecta amb Repulse Bay, el camí permet passejar i practicar el footing fent exercici al llarg de la costa tot i admirant la vista de mar, o també pel camí de Mills & Chung, Path que connecta Deep Water Bay amb Wong Chuk Hang pel costat oest.
Hi ha disponibles, vestidors, facilitats de dutxa i llocs per a barbacoes sota la gestió del Leisure and Cultural Services Department.

## Àrea residencialDeep Water Bay
Deep water bay està entre les àrees residencials més exclusives d'Hong Kong mentre per Forbes i Forbes Vida. 19 de la ciutat més rics bil·lionaris viuen aquí, amb un muntant de 123$ bilions (Agost 2015). Entre els seus residents hi ha propietaris de casinos, de navilis i magnats del petroli incloent-hi Li Ka Shing, Chen Yu Tong, Joseph Lau, Robert Kuok i Lui Che Woo. E ples dels germans de la família Kwok viuen aquí, així com el magnat del comerç Joseph Tsai.

## Conservació
La vall de Deep Water Bay va ser designada Lloc d'Interès Científic Especial el 2008.

## Transport
Els autobusos No. 6A, 6X or 260 des de Central's Exchange Square, el 65 des de North Point Ferry, el 73 des de Cyberport & Aberdeen, el 973 des de Tsim Sha Tsui i els minibusos verds 40 i 52 tenen parades a Deep Water Bay.